# Kloster Gnadenthal (Hessen)

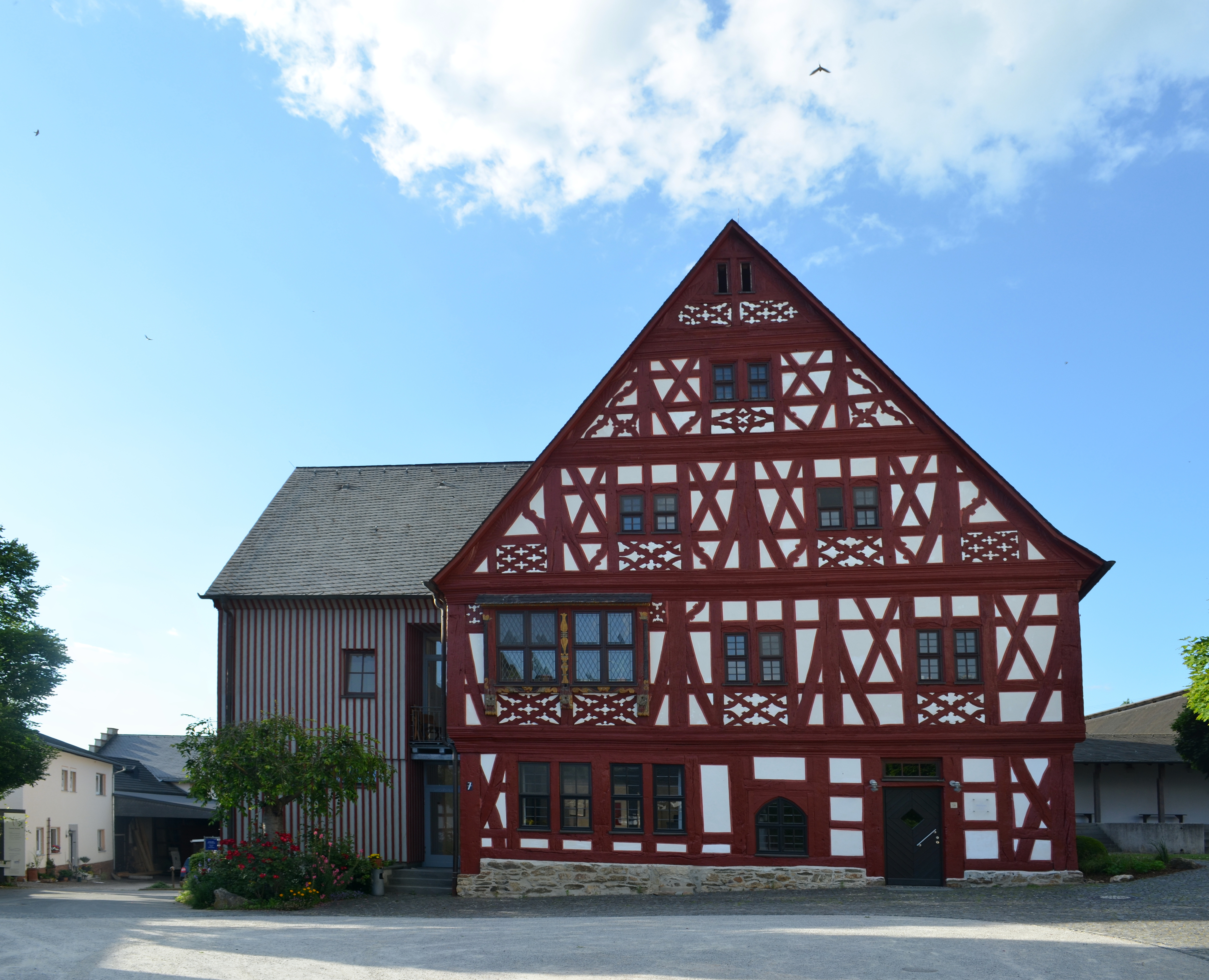
Ehemaliges Äbtissinnenhaus

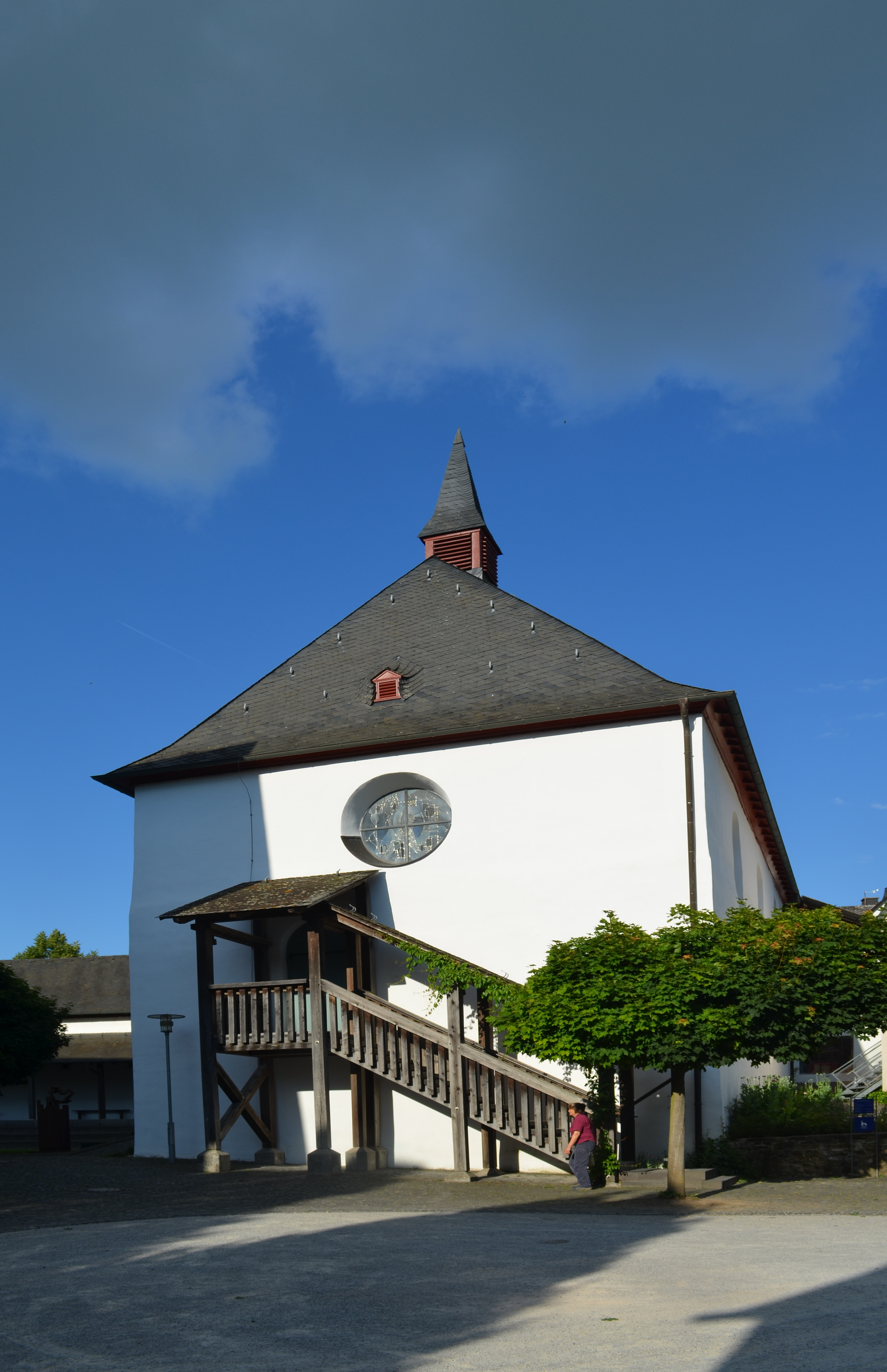
Die Klosterkirche ist Radwegekirche

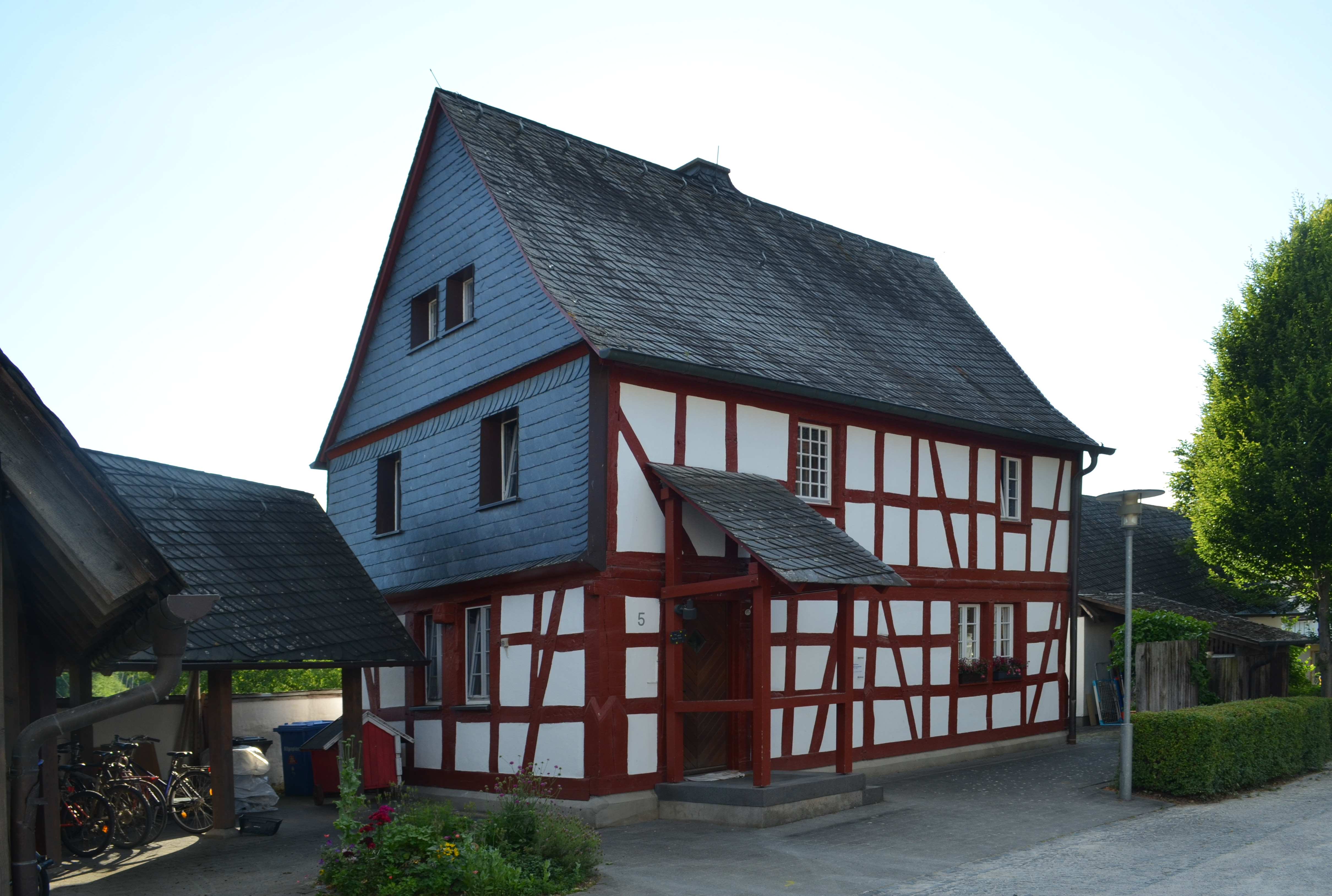
Hof Gnadenthal 5

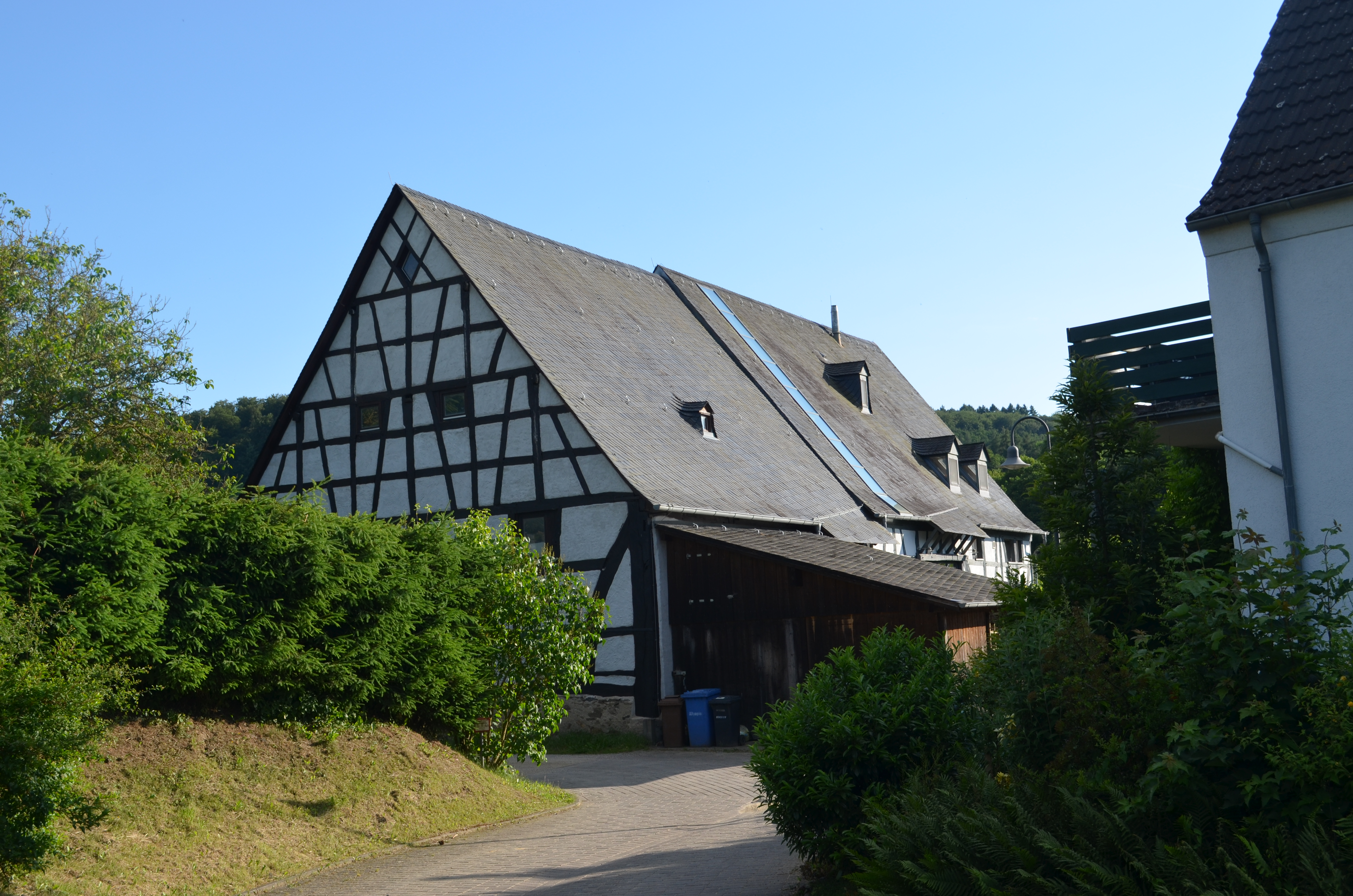
Scheune

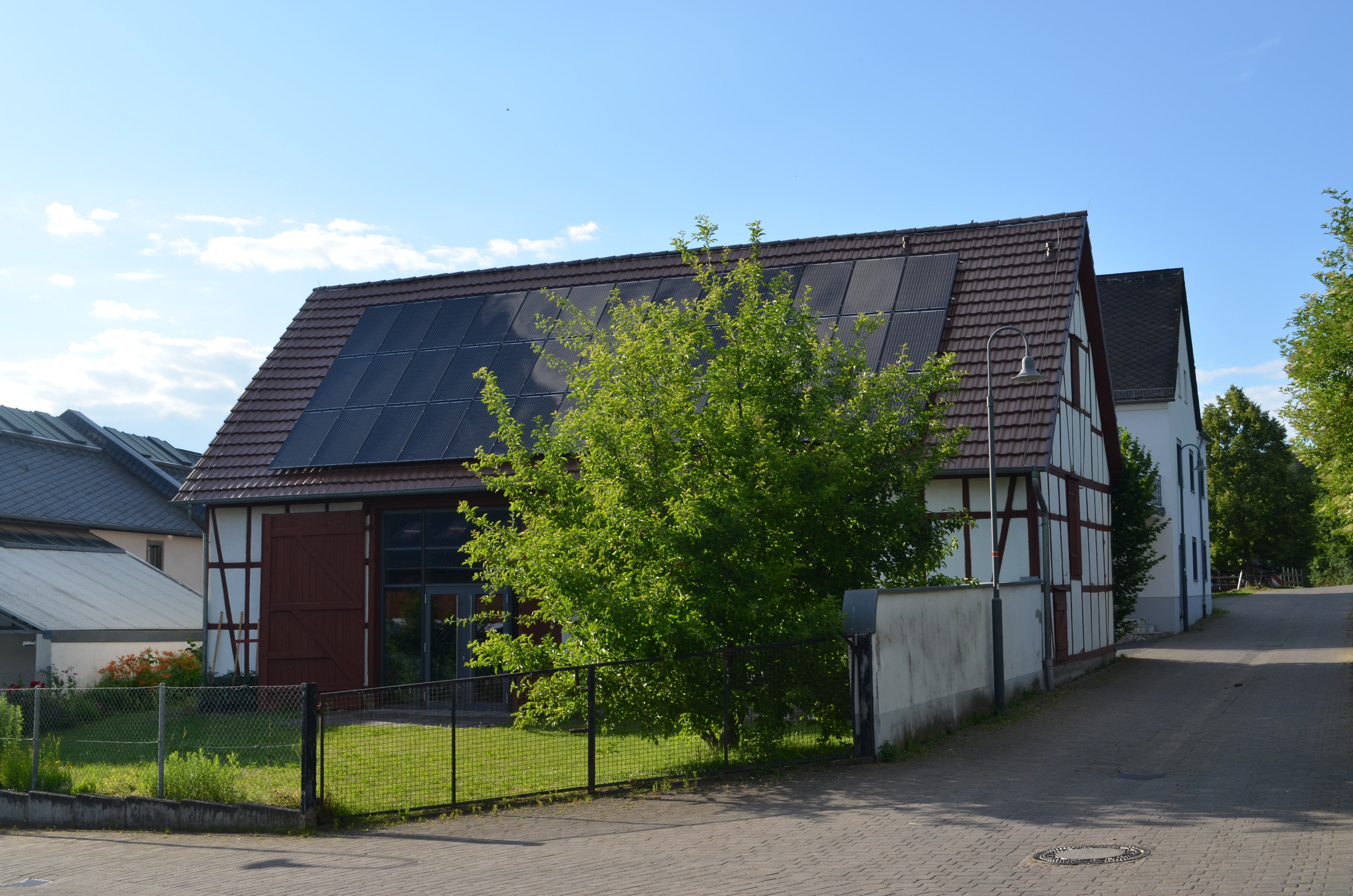
Domänen-Stallscheune

Das ehemalige Zisterzienserinnen-Kloster Gnadenthal ist das Zentrum der Ökumenischen Kommunität Jesus-Bruderschaft. Die Siedlung gehört zur Gemeinde Hünfelden im hessischen Landkreis Limburg-Weilburg und liegt im Tal des Wörsbachs. Die Klosterkirche ist offizielle Radwegekirche und liegt an der Radrundtour Ems- und Wörsbachtal.

## Geschichte

### Das Kloster
Auf den 30. November 1235 datiert eine Schenkungsurkunde, in der die Zisterzienserinnen des Klosters Heilsbruck von den miteinander verwandten Edelfreien Petrus von Dorndorf (Rückvermerk 14. Jahrhundert: Peter von Dehrn) und Kuno von Reifenberg sowie deren Frauen Güter für die Gründung ihres Klosters erhielten. Darin erhielt der Orden Güter in Lindenholzhausen und Dauborn sowie das Patronat der Kirche in Lindenholzhausen, weitere Besitzungen und Rechte in Lindenholzhausen folgten schnell als Zustiftungen anderer Adliger. Da das Kloster Heilsbruck erst im Jahr 1232 rechtskräftig bestand, kann die Gründung von Gnadenthal nicht vor diesem Jahr erfolgt sein.
Die Gründung sollte vor allem der Versorgung von Töchtern der Gründer dienen. Die Größe des Konvents wird für diese Phase auf rund 50 Nonnen geschätzt, zusätzlich eine unbekannte Zahl von Konversen. Zahlreiche Nonnen Gnadenthals stammten aus niederadligen Familien der Region, bereits im 14. Jahrhundert aber auch aus Bürgerfamilien Frankfurts und Limburgs. Damit nahm Gnadenthal vergleichsweise früh bürgerliche Frauen auf.
Im Jahr 1260 ging auch das Patronat der Dauborner Kirche an das neu gegründete Kloster über. Um die Wende zum 14. Jahrhundert kam es zu einer wirtschaftlichen Krise. In den Jahrzehnten danach gelang es Gnadenthal, durch Zustiftungen, Erwerbungen und Tauschgeschäfte in der Gegend um den Klostersitz im Goldenen Grund, in der Wetterau und im Taunus Besitzzentren zu schaffen. Dazu kam Hausbesitz in Frankfurt und der Betrieb von Grangien auf einigen Besitzungen. Schäferei, Waldbau, Mühlenbetrieb und Werkstätten sind als klösterliche Eigenbetriebe in Bewirtschaftung durch Konversen nachgewiesen.
Besonders war das Kloster mit der Abtei Marienstatt verbunden gewesen. In den überlieferten Urkunden tauchen Marienstätter Äbte wiederholt als Vateräbte sowie Beichtväter und Zeugen sowie rechtlich Bevollmächtigte aus Marienstatt auf. Ab dem Ende des 14. Jahrhunderts übernahm das Kloster Eberbach für rund hundert Jahre diese Rolle, wobei erstmals Visitationen durch Eberbacher Äbte nachgewiesen sind. Später erhielt Marienstatt wieder seinen vormaligen Einfluss.
Im Verlauf des 15. Jahrhunderts kam es zu einer Verschlechterung der wirtschaftlichen Lage mit hoher Verschuldung. Zudem war das Kloster in rechtliche Auseinandersetzungen um seinen Besitz verwickelt.
Im Jahr 1513 wurde auf Anweisung der Grafen von Diez als Landesherr eine interne Reform im Kloster vorgenommen. Dies gelang aber offenbar nur teilweise, wie die fortbestehenden Beziehungen zu Marienstatt nahelegen. 1564 wurde die Grafschaft Diez zwischen den Grafen von Nassau und dem Kurfürstentum Trier aufgeteilt; Gnadenthal kam zu Nassau. 1567 erfolgten die Übernahme der evangelisch-lutherischen Lehre und das Ausscheiden aus dem Zisterzienserorden. Das Kloster wurde ein lutherischer Damenstift, neue Aufgabe wurde die Erziehung von Adelstöchtern aus dem Taunus und Westerwald. Verbindungen zum weiterhin katholischen Marienstatt blieben aber bestehen.
1589/90 schloss die Äbtissin Magdalena von Irmtraut einen Vertrag mit dem Baumeister Ludwig von Weilburg zum Bau des Äbtissinenhauses. Der Bau als Wohnhaus für den Schwesternkonvent wurde auf den Grundmauern eines Vorgängerbaus aus dem 13. Jahrhundert errichtet.
Nachdem das Kloster 1634, im Dreißigjährigen Krieg, verwüstet und entvölkert worden war, wurde es aufgegeben. Es begann die Nutzung als hoheitliches Hofgut durch verschiedene Pächter.
Um 1705 setzte der Pächter Johann Georg Weitzel die Kirche, wenn auch in kleinerer Form, wieder instand. Seine Nachfolger nutzten die Kirche jedoch als Stall.

### Hofgut und Kommunität
- 1936: Aufteilung des Hofgutes in acht Landwirtschaftsbetriebe und zwei Landarbeiterstellen.
- 1969: Erwerb eines Teils der ehemaligen Klosteranlage durch die Jesus-Bruderschaft. Neubau von Gemeinschaftshäusern und dem „Haus der Stille“.
- 1984: Wiederaufbau der alten Klosteranlage mit Kirche, Klosterhof, Äbtissinnenhaus und Nehemia-Hof. Entstehung verschiedener Betriebe. Prägung des Dorflebens durch Gottesdienst und Stundengebet.
- 1993: Verleihung des Hessischen Denkmalschutzpreises an die Jesus-Bruderschaft für die Wiederbelebung von Dorf und Kloster Gnadenthal.
- 1998: Verleihung des Umweltpreises durch den Landkreis Limburg-Weilburg.

Zusätzlich zum Denkmalschutz haben die Gebäude den Schutzstatus für den Kriegsfall nach der Haager Konvention erhalten.

## Angesiedelte Betriebe
Einige der in Gnadenthal angesiedelten Betriebe werden von der Jesus-Bruderschaft betrieben. Dazu zählen:
- eine Buchhandlung
- eine Kunstgalerie
- die Gästehäuser „Haus der Stille“ und „Nehemia-Hof“

## Jesus-Bruderschaft
Gnadenthal ist seit 1969 das Zentrum der Ökumenischen Kommunität Jesus-Bruderschaft. Die Mitglieder kommen aus unterschiedlichen Kirchen und Konfessionen, denen sie bleibend angehören. Die Jesus-Bruderschaft e. V. ist eine kommunitäre Lebensgemeinschaft von Familien und ehelos lebenden Gläubigen beiderlei Geschlechts.

## Persönlichkeiten
- Hier wurde der Gutsbesitzer Johannes Knapp (1807–1875) geboren, er war Besitzer einer Branntweinbrennerei und Mitglied des Deutschen Reichstags.
- Gnadenthal war bis 2010 die Wahlheimat des Künstlers Andreas Felger (* 1935). Auch die Andreas Felger Kulturstiftung, welche junge zeitgenössische Künstler fördert, die unter erschwerten Bedingungen arbeiten müssen, hat ihren Sitz in Gnadenthal.